# Küste Klützer Winkel und Ufer von Dassower See und Trave
Küste Klützer Winkel und Ufer von Dassower See und Trave este o arie protejată (arie specială de conservare — SAC, sit de importanță comunitară — SCI) din Germania întinsă pe o suprafață de 3.570 ha, integral pe uscat.

## Localizare
Centrul sitului Küste Klützer Winkel und Ufer von Dassower See und Trave este situat la coordonatele 54°01′13″N 11°06′34″E / 54.0203°N 11.1094°E.

## Înființare
Situl Küste Klützer Winkel und Ufer von Dassower See und Trave a fost declarat sit de importanță comunitară în decembrie 1999 pentru a proteja 6 specii de animale. Situl a fost protejat și ca arie specială de conservare în august 2016.

## Biodiversitate
Situată în ecoregiunea continentală, aria protejată conține 17 habitate naturale: Recifuri, Vegetație anuală la limita mareei, Vegetație perenă pe țărmurile stâncoase, Faleze cu vegetație de pe coastele atlantice și baltice, Pășuni atlantice udate de apa mării (Glauco-Puccinellietalia maritimae), Dune mobile cu vegetație embrionară, Dune mobile de-a lungul țărmului cu Ammophila arenaria („dune albe”), Dune de coastă fixe cu vegetație erbacee („dune gri”), Dune cu Hyppophaë rhamnoides, Lacuri eutrofice naturale cu vegetație de tip Magnopotamion sau Hydrocharition, Lacuri și iazuri distrofice naturale, Cursuri de apă de la nivel de câmpie la nivel montan, cu vegetație Ranunculion fluitantis și Callitricho-Batrachion, Pajiști uscate seminaturale și facies de acoperire cu tufișuri pe substraturi calcaroase (Festuco-Brometalia) (* situri importante pentru orhidee), Mlaștini turboase de tranziție și turbării mișcătoare, Păduri de fag Asperulo-Fagetum, Păduri pe pante, grohotișuri și ravene de Tilio-Acerion, Păduri de pin din stepa sarmatică.
La baza desemnării sitului se află mai multe specii protejate:
- mamifere (4): Halichoerus grypus, vidră de râu (Lutra lutra), focă obișnuită (Phoca vitulina), marsuin (Phocoena phocoena)
- nevertebrate (2): Vertigo angustior, Vertigo moulinsiana